# Цахурская письменность
Цахурская письменность — письменность, используемая для записи цахурского языка. В средние века цахуры пользовались модифицированным арабским алфавитом-аджамом. В 1934—1938 годах в СССР использовалась цахурская письменность на латинской графической основе. С 1990 года в России цахуры пользуются алфавитом на основе кириллицы. В Азербайджане с 1996 года используется цахурский алфавит на основе латиницы.

## Арабское письмо
В конце XI века в селении Цахур было основано первое в Дагестане медресе. Исследуя труды арабского географа XIII века Закарийа ал-Казвини, советский учёный А. Н. Генко установил, что в то время цахуры пользовались для записи своего языка модифицированным арабским алфавитом — «аджамом». Генко писал: «Мы имеем факт существования местной письменности, и эта письменность является цахурской. Мы имеем произведения, которые были переведены на цахурский язык». Известно, что на цахурский язык с арабского были переведены книги «Компедий Музани» и «Книга Имама ал Шафеи». Однако подробных данных о цахурских арабографических рукописях не имеется. Единственным известным средневековым памятником на цахурском языке является надпись на могильном камне в селении Цахур, датируемая 1377 годом. Эта надпись содержит шахаду и 8 посвятительных строк.

## Научные транскрипции

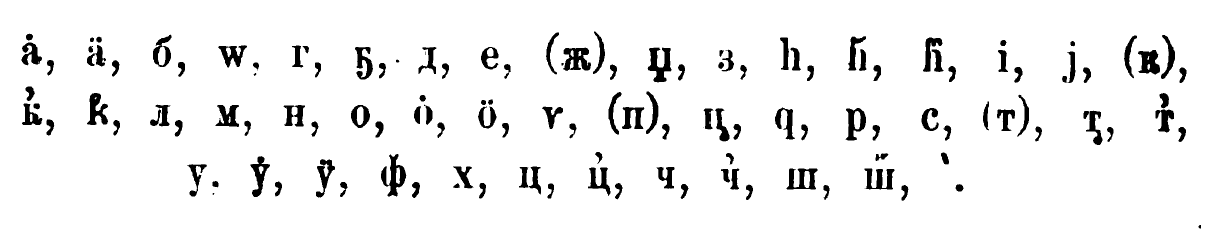
Цахурский алфавит из грамматики и словаря А. М. Дирра (1913)

Научное исследование цахурского языка началось в конце XIX века. Первый краткий грамматический очерк и словарик составил Р. Ф. Эркерт в 1895 году. Материалы для книги собирались им путём рассылки по селениям лингвистических анкет, из-за чего автор не смог качественно описать цахурскую фонетику. Для записи цахурских слов Эркерт использовал латинский алфавит с несколькими диакритическими знаками.
В 1913 году вышла первая подробная грамматика и словарь цахурского языка за авторством А. М. Дирра. В этом труде он приводит цахурскую азбуку, которая, однако, применялась только в научных трудах и не использовалась самими цахурами. Предложенный Дирром алфавит был построен на кириллической основе, но содержал также несколько латинских букв.
В научных трудах советского времени для записи цахурских текстов использовался как кириллический алфавит на основе лезгинского (Б. Б. Талибов. Языки народов СССР, М., 1967; Г. Х. Ибрагимов. Фонетика цахурского языка, Махачкала, 1968), так и модифицированный грузинский алфавит (труды Е. Ф. Джейранишвили).

## Латиница 1930-х

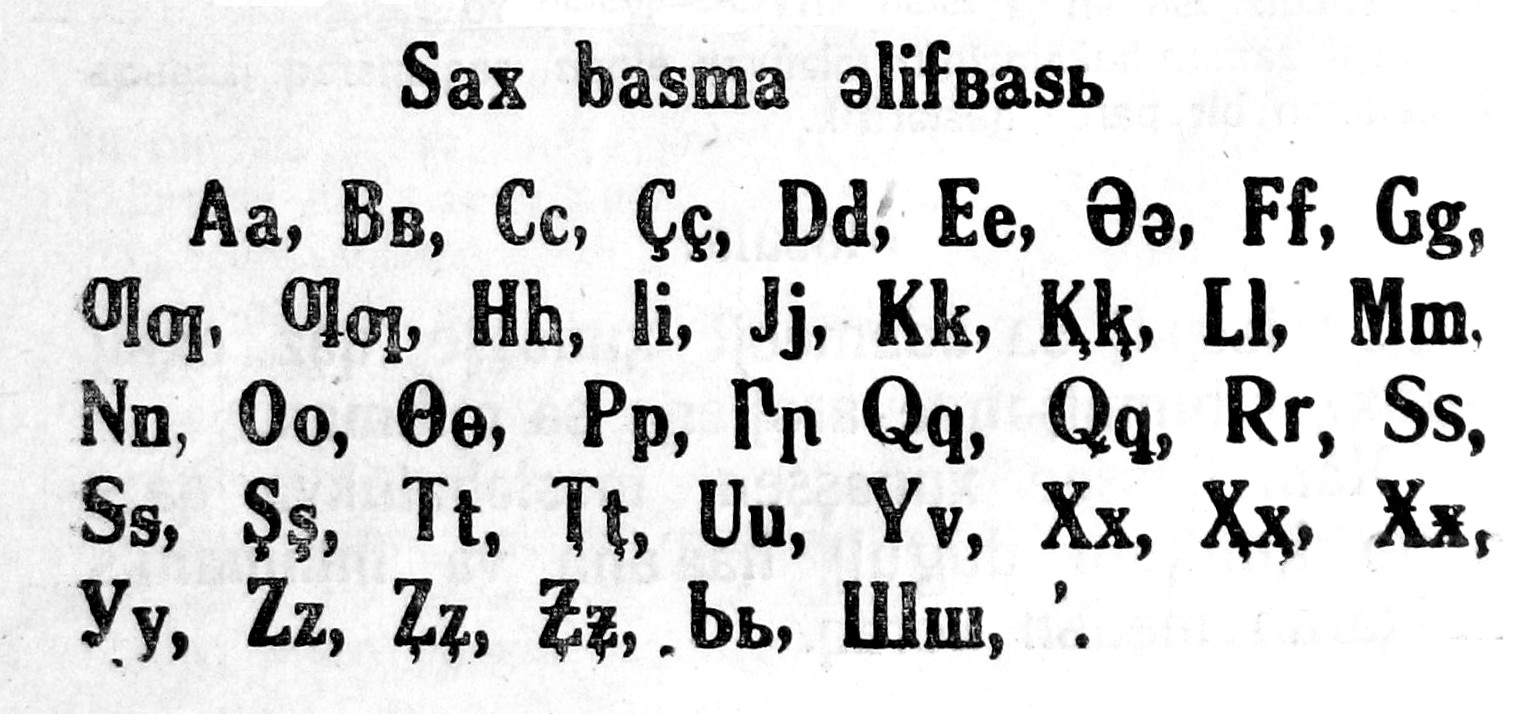
Цахурский алфавит 1934—1938 годов

В 1934 году на завершающем этапе процесса латинизации и создания письменностей для народов СССР А. Н. Генко была разработана латинизированная письменность для цахурского языка. В том же году началось преподавание на новом алфавите в школах, а С. А. Джафаров составил на нём первые учебники (всего их вышло 8 штук). В основу формирующегося литературного языка был положен говор села Цахур. Однако уже в 1938 году преподавание и книгоиздание на цахурском языке было прекращено, считалось что культурные нужды цахурского народа могут обслуживать азербайджанский и русский языки. Таким образом, первый официальный цахурский алфавит просуществовал всего 4 года.

## Кириллица
В 1989 году было принято решение об обучении цахурских школьников Дагестанской АССР на родном языке с 1-го по 4-й классы. Для этого был разработан новый цахурский алфавит на основе кириллицы, графически схожий с алфавитами других дагестанских языков. В 1990 году алфавит, разработанный Г. Х. Ибрагимовым и Н. Г. Исаевым, был официально утверждён. С 1992 года началось преподавание цахурского языка в школах, а в 1993 вышел первый букварь. В основу литературного языка было решено положить цахурско-сувагильский диалект. Позднее на кириллическом алфавите вышла и другая литература, а также стала выпускаться газета «Нур».
Цахурский алфавит, использующийся в России:
| А а   | АI аI | Б б   | В в | Г г   | ГI гI | Гъ гъ | Гь гь | Д д   | Дж дж |
| Е е   | Ё ё   | Ж ж   | З з | И и   | Й й   | К к   | КI кI | Къ къ | Кь кь |
| Л л   | М м   | Н н   | О о | ОI оI | П п   | ПI пI | Р р   | С с   | Т т   |
| ТI тI | У у   | УI уI | Ф ф | Х х   | Хъ хъ | Хь хь | Ц ц   | ЦI цI | Ч ч   |
| ЧI чI | Ш ш   | Щ щ   | Ъ ъ | Ы ы   | ЫI ыI | Э э   | Ь ь   | Ю ю   | Я я   |

## Латиница в Азербайджане
В 1996 году в Азербайджане был создан свой вариант цахурского алфавита, в основу которого был положен азербайджанский вариант латинизированной письменности. На этом алфавите был издан букварь. Алфавит выглядел так: A a, AӀ aӀ, B b, V v, Q q, Qъ qъ, D d, E e, I i, Y y, K k, G g, KӀ kӀ, Kь kь, Kъ kъ, L l, M m, N n, O o, OӀ oӀ, P p, PӀ pӀ, R r, T t, TӀ tӀ, U u, UӀ uӀ, Ç ç, ÇӀ çӀ, C c, I ı, IӀ ıӀ, Ƶ ƶ, ƵӀ ƶӀ, F f, X x, Xь xь, QӀ qӀ, Xъ xъ, H h, Ş ş, S s, Z z.
В 2015 году в Азербайджане был издан цахурский словарь, использующий модернизированный вариант латинского алфавита, за ним последовал и ряд других изданий на новом алфавите.
Современная версия цахурского алфавита, использующийся в Азербайджане:
| A a   | Ә ә   | B b   | С с   | Ç ç     | Ç' ç' | D d   | E e | F f   | G g | G' g' |
| Gh gh | Ğ ğ   | H h   | X x   | Xh xh   | I ı   | I' ı' | İ i | J j   | K k | K' k' |
| Q q   | Q' q' | L l   | M m   | N n     | O o   | Ö ö   | P p | P' p' | R r | S s   |
| Ş ş   | T t   | T' t' | Ts ts | Ts' ts' | U u   | Ü ü   | V v | Y y   | Z z | '     |

## Таблица соответствия алфавитов
| Кириллица | Латиница 2015 | Латиница 1996 | Латиница 1930-х | МФА  |
| --------- | ------------- | ------------- | --------------- | ---- |
| А а       | A a           | A a           | A a             | /a/  |
| АI аI     | Ә ә           | AI aI         | Ә ә             | /aˤ/ |
| Б б       | B b           | B b           | B в             | /b/  |
| В в       | V v           | V v           | V v             | /w/  |
| Г г       | G g           | G g, Q q      | G g             | /g/  |
| ГI гI     | Gh gh         | QI qI         | Ƣ̵ ƣ̵             | /ɣ/  |
| Гъ гъ     | Ğ ğ           | Qъ qъ         | Ƣ ƣ             | /ʁ/  |
| Гь гь     | H h           | H h           | H h             | /h/  |
| Д д       | D d           | D d           | D d             | /d/  |
| Дж дж     | C c           | C c           | Ç ç             | /d͡ʒ/ |
| Е е       | E e           | E e           | E e             | /e/  |
| Ё ё       | -             | -             | -               |      |
| Ж ж       | J j           | -             | -               | /ʒ/  |
| З з       | Z z           | Z z           | Z z             | /z/  |
| И и       | İ i           | İ i           | I i             | /i/  |
| Й й       | Y y           | Y y           | J j             | /j/  |
| К к       | K k           | K k           | K k             | /k/  |
| КI кI     | K' k'         | KI kI         | Ⱪ ⱪ             | /k'/ |
| Къ къ     | G' g'         | Kъ kъ         | Q q             | /ɢ/  |
| Кь кь     | Q' q'         | Kь kь         | Ꝗ ꝗ             | /q'/ |
| Л л       | L l           | L l           | L l             | /l/  |
| М м       | M m           | M m           | M m             | /m/  |
| Н н       | N n           | N n           | N n             | /n/  |
| О о       | O o           | O o           | O o             | /o/  |
| ОI оI     | Ö ö           | OI oI         | Ө ө             | /oˤ/ |

| Кириллица | Латиница 2015 | Латиница 1996 | Латиница 1930-х | МФА   |
| --------- | ------------- | ------------- | --------------- | ----- |
| П п       | P p           | P p           | P p             | /p/   |
| ПI пI     | P' p'         | PI pI         | Ꞃ ꞃ             | /p'/  |
| Р р       | R r           | R r           | R r             | /ɾ/   |
| С с       | S s           | S s           | S s             | /s/   |
| Т т       | T t           | T t           | T t             | /t/   |
| ТI тI     | T' t'         | TI tI         | Ţ ţ             | /t'/  |
| У у       | U u           | U u           | U u             | /u/   |
| УI уI     | Ü ü           | UI uI         | Y y             | /uˤ/  |
| Ф ф       | F f           | F f           | F f             | /f/   |
| Х х       | X x           | X x           | X x             | /χ/   |
| Хъ хъ     | Q q           | Xъ xъ         | Ӿ ӿ             | /q/   |
| Хь хь     | Xh xh         | Xь xь         | Ҳ ҳ             | /x/   |
| Ц ц       | Ts ts         | Ƶ ƶ           | S̷ s̷             | /t͡s/  |
| ЦI цI     | Ts' ts'       | ƵI ƶI         | Ⱬ ⱬ             | /t͡s'/ |
| Ч ч       | Ç ç           | Ç ç           | C c             | /t͡ʃ/  |
| ЧI чI     | Ç' ç'         | ÇI çI         | Ⱬ̵ ⱬ̵             | /t͡ʃ'/ |
| Ш ш       | Ş ş           | Ş ş           | Ş ş             | /ʃ/   |
| Щ щ       | -             | -             | -               |       |
| Ъ ъ       | '             | '             | ’               | /ʔ/   |
| Ы ы       | I ı           | I ı           | Ь ь             | /ɨ/   |
| ЫI ыI     | I' ı'         | II ıI         | Ш ш             | /ɨˤ/  |
| Э э       | E e           | E e           | E e             | /e/   |
| Ь ь       | -             | -             | -               |       |
| Ю ю       | -             | -             | -               |       |
| Я я       | -             | -             | -               |       |